# Коронация на българския монарх
Българските монарси са използвали титлите: канасубиги, хан, княз (княз) и цар (равно на император).
При възкачването на престола в Първото и Второто българско царство поводът е отбелязван с коронясване. Коронясването се провежда от Българската Православна Църква. По време на Третото Българско Царство е придружено с клетва върху конституцията.

## Първо българско царство
Източноправославното християнство навлиза в България по времето на Княз Борис I. Приел православието през 864 г. Негов кръстник е император Михаил III и Борис приема името Михаил за свое име. Титлата му е променена от езически хан на християнски принц.
Цар Симеон I е първият български владетел, коронован в православната вяра. Той е коронясан извън град Константинопол от патриарх Николай I Мистик през 913 г. Приема титлата цар на българите и ромеите.

## Второ българско царство
В Търново са короновани владетелите на Второто Българско Царство.
- Теодор и Асен обявяват независимостта на България в църквата „Свети Димитър Солунски“ във Велико Търново на 26 октомври 1185 г. Теодор приема царското име Петър и титлата цар.
- Калоян е единственият български владетел, коронясан в католическата вяра в Търново на 8 ноември 1204 г. Той беше коронясан от кардинал Лео Бранкалеони, извършващ ритуала от името на папа Инокентий III. Кардиналът коронясва Калоян с титлата цар на българите и власите, но Калоян продължава да се представя като Цар на Българите (император).

## Трето българско царство
Българските владетели от Третото българско царство не са коронясвани.
- Александър Батенберг полага клетва пред Народното събрание в Търново на 26 юни 1879 г. Той става Александър I и приема титлата княз на България.
- Фердинанд Сакскобургготски полага клетва пред Народното събрание в Търново на 2 август 1887 г. Той става Фердинанд I приема титлата княз на България.
- На 22 септември 1908 г. княз Фердинанд I обявява независимостта на България в църквата „Св. Четиридесет мъченици“ във Велико Търново. Като владетел на суверенна държава титлата му е променена на цар на българите.
- Борис Търновски има малка церемония за началото на управлението си в църквата „Света София“ в София. Той става Борис III и приема титлата цар на българите.
- Симеон Сакскобургготски е на 6 години, когато се възкачва на престола и не участва в никакви церемонии по повод празника. Той става Симеон II и приема титлата цар на българите.